# Bruno Pelletier
Pour les articles homonymes, voir Pelletier.
Bruno Pelletier né le 7 août 1962 à Charlesbourg (Québec, Canada), est un chanteur et acteur canadien
Il s'est fait connaître un temps du public français en interprétant Gringoire dans la comédie musicale Notre-Dame de Paris, et surtout pour y avoir interprété Le Temps des cathédrales, second single de la comédie musicale. Il s'est fait connaître auparavant à travers l'opéra-rock Starmania. En tant qu'acteur, il a joué dans la série télévisée Omertà durant la saison 2 en 1997, il interprétait le rôle de Michel Bergevin dans 9 épisodes.

## Biographie
Bruno Pelletier interprète Johnny Rockfort dans Starmania, l’opéra-rock de Michel Berger et Luc Plamondon de 1993 à 1995. Aux côtés de Michel Pascal, Patsy Gallant, Isabelle Boulay, Judith Bérard et Luce Dufault entre autres, il se produit en France, en Belgique et en Suisse. La production décroche en 1994 un Prix Félix et en 1995 la Victoire du spectacle musical. Bruno Pelletier est l'un des chanteurs de l'album Starmania, Mogador 94. Il obtient un disque de platine et se vend 500 000 exemplaires. De ce disque sont extraits les singles interprétés par le chanteur SOS d'un terrien en détresse. Ce dernier se classe à la 73e place des charts français.
Avant ces deux spectacles en Europe, il a participé à d'autres spectacles musicaux dans son pays : Vu d'en haut, Les Fous du rock'n roll et La Légende de Jimmy. Il est le créateur de la comédie musicale Dracula, entre l'amour et la mort, dont les premières représentations ont eu lieu en 2006. Il a à son actif 10 albums studio solo et a obtenu de nombreuses récompenses pour sa carrière, dont plusieurs Félix.[réf. nécessaire]
Il enregistre à la fin de l'année 2007 un duo avec Hélène Ségara, intitulé la Moitié de Nous. Ce single, qui sortira courant 2008 en France, annonce un passage de Bruno dans l'hexagone, d'autant plus qu'il joue Dracula à Lyon, du 15 au 25 janvier 2008.
Sa tournée en 2009 démarre par trois semaines au Casino de Montréal, puis à travers le Québec en incluant des passages à Los Angeles (juin 2009), à Moscou (novembre 2009, octobre 2010), et en Ukraine (mai 2010).[réf. nécessaire]
Il est à noter que les concerts en Europe de l'Est ont eu lieu grâce à un investissement de ses fans qui ont réussi à intéresser un producteur afin de programmer des concerts en Russie d'abord puis en Ukraine. Ce sont des concerts évènements, les fans russes l'attendant depuis près de 10 ans, étant donné qu'il s'est fait connaître par Notre-Dame de Paris. Cette ferveur encore plus surprenante puisque le chanteur ne chante qu'en français, les fans se sont donc mis pour certains à apprendre la langue française pour comprendre les paroles.

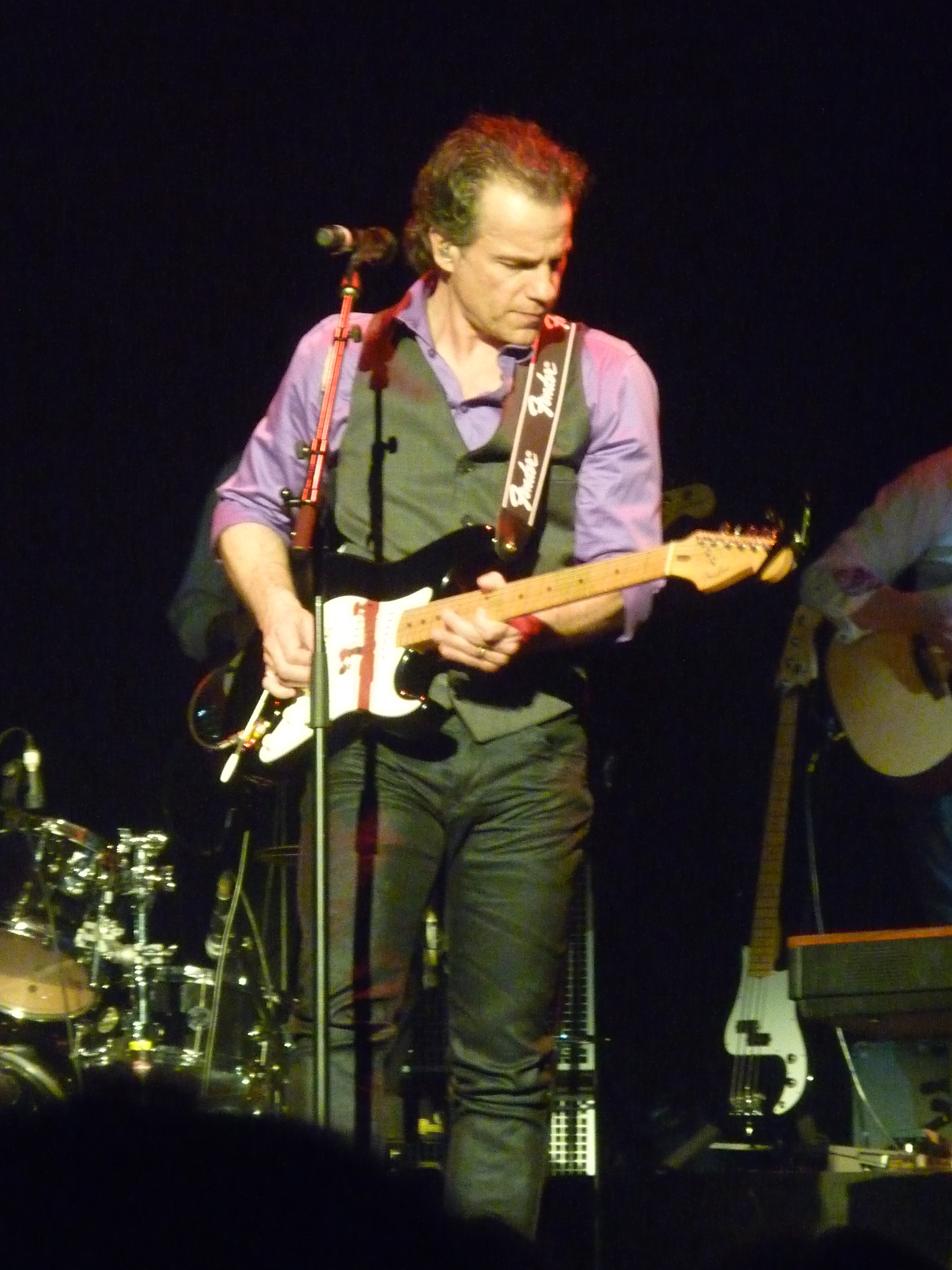
Bruno Pelletier à La Cigale à Paris en 2014.

En avril 2010, lors d'une conférence de presse, il est dit qu'il fait partie du nouveau musical « opéra-folk », Les filles de Caleb dont l'album sortira le 25 octobre 2010. Musical inspiré de la trilogie du même nom écrite par Arlette Cousture. Une partie des recettes de vente de l'album sera reversée à la Société canadienne de la sclérose en plaques.
Il fait aussi partie en décembre 2010 des spectacles événements en Ukraine et en Russie : Notre-Dame de Paris Le Concert avec les autres membres de la troupe originale de la comédie musicale. Ils sont accompagnés par un orchestre symphonique de 70 musiciens et une chorale de 40 chanteurs, dirigés par le chef d'orchestre Guy St. Onge.
Jusqu'en 2008, il est le parrain de l'association « Rêves d'Enfants » qui réalise les rêves des enfants malades.
Par ailleurs, Bruno Pelletier est depuis 2012 le porte-parole officiel de la Fondation québécoise du cancer. Ayant lui-même été un aidant naturel pour un membre de sa famille qui a dû affronter le cancer à deux reprises, il a pu constater le grand besoin de soutien de la part des personnes atteintes de cette maladie. C’est ainsi qu’il a décidé de prêter sa voix à la Fondation, qui aide au quotidien les personnes atteintes de cancer et leurs proches à faire face à la maladie en leur offrant des milieux de vie et des services de soutien essentiels.
En avril 2014, Bruno Pelletier lance la tournée Rendus-Là (à la suite de l'album éponyme sorti en 2012) qui lui permettra de revenir en France après une absence de plus de 10 ans. La Cigale lui ouvre donc ses portes le 1er avril 2014 accueillant alors de nombreux et fervents fans venus de toute l'Europe. S'ensuivront des dates à Saint Petersbourg, Moscou, Varsovie et Odessa.
En novembre 2021, il annonce qu'il prendra part en 2022 à une nouvelle tournée de Notre-Dame de Paris dans le rôle de Gringoire.
Cette année sera fructueuse pour l'artiste puisqu'en plus de la reprise de son rôle emblématique dans la comédie musicale de Plamondon et Cocciante, Bruno Pelletier sort son dixième album studio ...Car le temps est venu. En parallèle sort "Il est venu le temps..." biographie sous forme d'une discussion avec le journaliste et auteur Samuel Larochelle.
En mars 2022, Bruno Pelletier officialise sur les réseaux sociaux sa participation à la nouvelle comédie musicale de Jean-Félix Lalanne : Al Capone, le spectacle musical. Il y tiendra le rôle d'Eliot Ness qui mena une guerre sans merci à Capone (incarné par Roberto Alagna). La première a lieu aux Folies Bergère le 28 janvier 2023.
Au mois de novembre 2022 sort l'édition vinyle 25e anniversaire de l'album Miserere. Il sera ensuite présent au 44ème gala de l'ADISQ où il partagera un medley avec Mario Pelchat qui, comme lui, célèbre ses 40 ans de carrière.
Le 03 septembre 2023, à l'Agora du port de Québec, il fait partie du groupe d'artistes francophones réunis pour rendre hommage à l'album D'eux (écrit et réalisé par Jean-Jacques Goldman) ainsi qu'à son interprète Céline Dion lors de la soirée "Pour toi, Céline". Il y interprète Les derniers seront les premiers (avec Corneille, Mario Pelchat, Vincent Niclo et Ycare), Sous le vent (avec Anggun) et All by myself (avec Vincent Niclo).
À partir de février 2024, commence la tournée des 25 ans de l'album Miserere pour laquelle il se produit à travers tout le Québec.
Il prend part aux deux concerts donnés à l'Agora du port de Québec le 23 août 2024 pour Starmania : 45 ans sous les étoiles et le 27 août 2024 pour le Grand Concert de la Francophonie dans le cadre des Super FrancoFêtes. Il y interprète notamment Le temps des cathédrales, Belle (avec Garou, Daniel Lavoie et Hélène Ségara), Le Blues du Businessman (avec Mario Pelchat, Patrick Bruel et Daniel Lavoie), Au bout de mes rêves (avec tous les autres artistes), Mourir demain (avec Natasha St Pier), Quand on arrive en ville (avec tous les autres artistes), Banlieue Nord (collégiale avec les hommes).
Le 16 mars 2025, Bruno Pelletier a performé sur le plateau de Star Académie en tant qu’invité.

## Discographie
- 1992 : Bruno Pelletier
- 1995 : Défaire l'amour
- 1997 : Miserere
- 1999 : D'autres rives
- 2001 : Sur scène
- 2002 : Un monde à l'envers
- 2003 : Concert de Noël
- 2005 : Dracula - Entre l'amour et la mort
- 2007 : Bruno Pelletier et le GrosZorchestre
- 2009 : Microphonium
- 2012 : Rendus là
- 2016 : Regarde autour
- 2018 : Soirée Intime au Théâtre Petit Champlain
- 2019 : Sous influences avec l'Orchestre Symphonique de Longueuil
- 2022 : ... Car le temps est venu

## Participation
- 1994 : Starmania (Mogador)
- 1996 : Bizzzou (avec Suzie Doré), un album de chansons pour enfants
- 1997 : Notre-Dame de Paris
- 1999 : Notre-Dame de Paris (version intégrale)
- 2000 : À travers toi en duo avec Sylvain Cossette (bénéfices reversés à la Fondation Rêves d'enfants)
- 2001 : El Dorado / Tracer Le Chemin (interprète de la chanson d'ouverture)
- 2004 : Give Peace a Chance (bénéfices reversés à Amnesty International)
- 2005 : Le temps d'une chanson, le temps de dire Je t'aime (album hommage à Claude Léveillée)
- 2006 : Fiori : Un musicien parmi tant d'autres (album hommage à Serge Fiori)
- 2007 : Chansons d'espoirs (bénéfices reversés à Maison et Fondation Jean Lapointe pour ses 25 ans)
- 2008 : Coup d'envoi des Fêtes du 400eme de Québec : interprétation de 400 ans de rêves écrit par Marc Chabot.
- 2008 : single La moitié de nous sort en France (bénéfices reversés à l'association Rêves) en duo avec Hélène Ségara
- 2009 : Bijoux de familles (Duos Ferland)
- 2010 : Les Filles de Caleb, album de l'opéra-folk écrit et composé par Michel Rivard, dans lequel Bruno Pelletier tient le rôle de Napoléon

- 2014 : Musique & cinéma, avec Guy Saint-Onge
- 2016 : Alkémia, album du groupe de rock nantais Touch (chant : 9 titres)
- 2022 :  Al Capone (Comédie musicale) de Jean-Félix Lalanne. Bruno interprète Eliot Ness

## Vidéographie
- Dracula, entre l'amour et la mort (2008)
- Concert au Casino de Montréal en novembre 2007. Vendus lors des concerts donnés GrosZorchestre (jusqu'à la fin de la tournée 2008, en décembre).
- Bruno Pelletier : Live in Moscow (2012) Captation des concerts donnés en 2011 à Moscou lors de la tournée Microphonium (DVD exclusivement vendu en Zone 5)

## Filmographie
- 1997 : Omerta 2, la loi du silence - Série télévisée - 9 épisodes saison 2 : Rôle de Michel Bergevin[18].

## Publications
- 2022 : Bruno Pelletier - Il est venu le temps..., entretien par Samuel Larochelle[19].

## Lauréats et nominations

### Gala de l'ADISQ

#### artistique
| Année | Catégorie                                              | Pour                                                                   | Résultat   |
| ----- | ------------------------------------------------------ | ---------------------------------------------------------------------- | ---------- |
| 1993  | album de l'année - rock                                | Bruno Pelletier                                                        | nomination |
| 1993  | découverte de l'année                                  | Bruno Pelletier                                                        | nomination |
| 1993  | spectacle de l'année - interprète                      | La Légende de Jimmy (avec artistes variés)                             | lauréat    |
| 1994  | spectacle de l'année - interprète                      | Starmania - Mogador 94 (avec artistes variés)                          | lauréat    |
| 1996  | album de l'année - pop/rock                            | Défaire l'amour                                                        | nomination |
| 1996  | interprète masculin de l'année                         | Bruno Pelletier                                                        | nomination |
| 1997  | interprète masculin de l'année                         | Bruno Pelletier                                                        | lauréat    |
| 1998  | album de l'année - meilleur vendeur                    | Miserere                                                               | lauréat    |
| 1998  | album de l'année - meilleur vendeur                    | Notre-Dame de Paris (avec la troupe Notre-Dame de Paris)               | nomination |
| 1998  | album de l'année - pop/rock                            | Miserere                                                               | lauréat    |
| 1998  | album de l'année - populaire                           | Notre-Dame de Paris (avec la troupe Notre-Dame de Paris)               | lauréat    |
| 1998  | chanson populaire de l'année                           | Aime                                                                   | nomination |
| 1998  | interprète masculin de l'année                         | Bruno Pelletier                                                        | nomination |
| 1998  | spectacle de l'année - interprète                      | Miserere                                                               | lauréat    |
| 1998  | vidéoclip de l'année                                   | Aime                                                                   | nomination |
| 1999  | album de l'année - meilleur vendeur                    | Notre-Dame de Paris (avec la troupe Notre-Dame de Paris)               | lauréat    |
| 1999  | album de l'année - populaire                           | Notre-Dame de Paris - L'intégrale (avec la troupe Notre-Dame de Paris) | lauréat    |
| 1999  | artiste québécois s'étant le plus illustré hors Québec | Notre-Dame de Paris                                                    | lauréat    |
| 1999  | chanson populaire de l'année                           | Le Temps des cathédrales                                               | lauréat    |
| 1999  | interprète masculin de l'année                         | Bruno Pelletier                                                        | lauréat    |
| 1999  | spectacle de l'année - interprète                      | Notre-Dame de Paris (avec la troupe Notre-Dame de Paris)               | lauréat    |
| 2000  | album de l'année - meilleur vendeur                    | D'autres rives                                                         | nomination |
| 2000  | album de l'année - pop/rock                            | D'autres rives                                                         | lauréat    |
| 2000  | artiste québécois s'étant le plus illustré hors Québec | Notre-Dame de Paris                                                    | nomination |
| 2000  | interprète masculin de l'année                         | Bruno Pelletier                                                        | lauréat    |
| 2000  | spectacle de l'année - interprète                      | La tournée D'autres rives                                              | nomination |
| 2000  | spectacle de l'année - interprète                      | Notre-Dame de Paris (avec la troupe Notre-Dame de Paris)               | lauréat    |
| 2001  | album de l'année - meilleur vendeur                    | Sur scène                                                              | nomination |
| 2001  | album de l'année - pop/rock                            | Sur scène                                                              | nomination |
| 2001  | interprète masculin de l'année                         | Bruno Pelletier                                                        | nomination |
| 2001  | spectacle de l'année - interprète                      | Notre-Dame de Paris (avec la troupe Notre-Dame de Paris)               | nomination |
| 2003  | album de l'année - pop/rock                            | Un monde à l'envers                                                    | nomination |
| 2003  | interprète masculin de l'année                         | Bruno Pelletier                                                        | nomination |
| 2003  | spectacle de l'année - auteur-compositeur-interprète   | Un monde à l'envers                                                    | nomination |
| 2006  | spectacle de l'année - interprète                      | Dracula - Entre l'amour et la mort (avec artistes variés)              | nomination |
| 2008  | album de l'année - jazz interprétation                 | Bruno Pelletier et le GrosZorchestre                                   | lauréat    |
| 2009  | spectacle de l'année - interprète                      | Nouveau spectacle                                                      | nomination |
| 2015  | spectacle de l'année - anglophone                      | Musique & cinéma (avec Guy St-Onge)                                    | nomination |

#### industriel
| Année | Catégorie                         | Pour | Résultat   |
| ----- | --------------------------------- | --- | ---------- |
| 2004  | prise de son et mixage de l'année | Pierre Bazinet, Marcel Gouin et Bruno Pelletier pour Concert de noël de Bruno Pelletier et l'Orchestre symphonique de Montréal | nomination |

### Prix Juno
| Année | Catégorie                       | Pour                                                                  | Résultat   |
| ----- | ------------------------------- | --------------------------------------------------------------------- | ---------- |
| 1998  | interprète masculin de l'année  | Bruno Pelletier                                                       | nomination |
| 1998  | album francophone le plus vendu | Miserere                                                              | nomination |
| 2000  | album francophone le plus vendu | D'autres rives                                                        | nomination |
| 2000  | album francophone le plus vendu | Notre-Dame de Paris - L'intégral (avec la troupe Notre-Dame de Paris) | nomination |

### Victoires de la musique
| Année | Catégorie                                        | Pour                                                     | Résultat   |
| ----- | ------------------------------------------------ | -------------------------------------------------------- | ---------- |
| 1994  | spectacle musical de l'année                     | Starmania au théâtre Mogador                             | lauréat    |
| 1999  | album rock/pop de l'année                        | Notre-Dame de Paris (avec la troupe Notre-Dame de Paris) | nomination |
| 1999  | spectacle musical / tournée / concert de l'année | Notre-Dame de Paris (avec la troupe Notre-Dame de Paris) | lauréat    |